# Absam
Absam is een gemeente in het district Innsbruck Land van de Oostenrijkse deelstaat Tirol. Absam behoort tot de MARTHA-dorpen (Mühlau, Arzl, Rum, Thaur en Absam), een rij dorpen langs de oude landweg tussen de hoofdstad van Tirol, Innsbruck, en het middeleeuwse Hall in Tirol. Absam ligt aan de voet van het Karwendelgebergte. Het hoogste punt van de gemeente is de 2725 m hoge Großen Bettelwurf.

## Geschiedenis
Het dorp werd voor het eerst in 995 vermeld in de boeken van het bisdom Brixen, onder de naam Abazanes. De industrie rondom Absam kwam al in de Middeleeuwen op gang, als gevolg van de mijnbouw voor zout-, lood- en zinkwinning. Jacobus Stainer, een beroemd vioolbouwer, werd rond 1617 in Absam geboren. In het gemeentewapen van Absam neemt een viool ter ere aan hem nog steeds een belangrijke plaats in. Ook oud-EU-commissaris Franz Fischler is in Absam geboren. Het dorp is nu ook zeer bekend door de fabriek van Swarovski Optik. een bedrijf dat toebehoord tot de Swarovski group. Bij velen gekend voor de Swarovski Christal. dit bedrijf is gesitueerd in Wattens. Swarovski Optik is gespecialiseerd in zeer hoogwaardige optiek, met name verrekijkers, telescopen en geweerkijkers. ze stellen zo'n 1000 mensen uit Absam en omgeving te werk.

## Bezienswaardigheden
Het dorp is een pelgrimsoord, gelegen op de Oostenrijkse pelgrimroutes (Jakobswege) naar Santiago de Compostela in Spanje. De Sint-Michaëlkerk in Absam werd in 2000 verheven tot basiliek. Verder zijn in Absam tal van wintersportmogelijkheden aanwezig, waaronder een rodelbaan en vele langlaufloipen.